# Olof Zenius
Olof Zenius (født 16. februar 1772 på Los Bruk, Färila Sogn i Hälsingland), død 12. januar 1836 i Stockholm) var en svensk retskyndig.
Efter tilendebragte dybtgående filosofiske og juridiske studier slog Zenius ind på embedsvejen. Han blev ekstrafiskal i Svea Hofret, 1805 assessor i Kommercekollegiet, men afslog at træde ind i Højesteret for udelukkende at hellige sig det arbejde, der har skaffet ham navn blandt de første i svensk lovgivnings historie, nemlig revisionen af den svenske civil- og straffelovgivning. I den 1811 nedsatte lovkommission, hvis arbejder strakte sig over en snes år, indtog Zenius en fremragende og højt anset plads ved siden af mænd som Pehr Staaff, Mathias Rosenblad og andre, om end han i indsigt og betydning vel nok må vige for den store skikkelse Johan Gabriel Richert. Uppsala Universitet anerkendte Zenius' fortjeneste af retsreformerne ved 1818 at tildele ham den juridiske doktorgrad.